# Fiat 515
Fiat 515 är en personbil, tillverkad av den italienska biltillverkaren Fiat mellan 1931 och 1935.
515 var en hybrid med en 514-motor i det större 522-chassit. Bilen fanns även i ett längre 515 L-utförande för taxi-bruk.
Tillverkningen uppgick till 3 400 exemplar.